# یونگ شویو
یونگ شویو (انگلیسی: Yang Shuyu؛ زادهٔ ۶ مارس ۲۰۰۲) بازیکن بسکتبال اهل چین است.
وی در مسابقات کشوری و بین‌المللی در مجموع برندهٔ ۱ مدال برنز شده‌است.